# Partit de l'Esquerra Democràtica (Turquia)
El Partit de l'Esquerra Democràtica (turc Demokratik Sol Parti) és un partit polític de Turquia fundat el 14 de novembre de 1985 per Rahşan Ecevit, esposa de Bülent Ecevit, empresonat després del cop d'estat del 1980. El 1986 Ecevit va dirigir la convenció del DSP a Ankara i va donar suport al partit.

## Els inicis
La direcció el va portar davant el tribunal per presumpta violació de les prohibicions polítiques, però tot i així fou dut a les campanyes com a convidat. Després del referèndum de 1987 es va aixecar la prohibició a Ecevit, i la seva esposa li va cedir la direcció del partit. Però a les eleccions legislatives turques de 1987 no arribà al 10% i, per tant, no va obtenir representació, cosa que provocà la dimissió d'Ecevit. El 1988 fou elegit nou cap Necdet Karababa, però el 1989 tornà a ser nomenat Ecevit. Així, a les eleccions legislatives turques de 1991 va treure el 10,75% dels vots i 7 escons, un d'ells el mateix Ecevit, qui tornava a l'Assemblea després d'11 anys.
Va ser un partit menor fins que a les eleccions legislatives turques de 1995 va obtenir 76 escons. Però poc després va patir conflictes interns que acabaren amb la dimissió del diputat per Edirne Erdal Kesebir, i tres diputats més.
En 1997 el DSP va esdevenir soci del govern de coalició liderat per Mesut Yılmaz, que en aquell moment era el líder del Partit de la Mare Pàtria. Ecevit va esdevenir el viceprimer ministre.
El 1998 el govern de Turquia va ser enderrocat per una moció de censura. Ecevit va rebre el mandat per formar un nou govern. Va formar un govern de minoria del DSP en 1999 per a portar el país a noves eleccions.

## 1999-2002
Impulsada per la captura del líder del PKK, Abdullah Öcalan, durant el seu govern, Ecevit i el DSP va guanyar les eleccions legislatives turques de 1999 amb el 22,19% dels vots i 136 dels 550 escons a l'Assemblea Turca, el partit més votat. El seu líder, Bülent Ecevit va esdevenir Primer Ministre de Turquia per cinquena vegada.
El govern de coalició va dur a terme moltes reformes globals en economia, drets socials, lluita contra la corrupció, canvis a 34 articles de la Constitució i reformes d'harmonització amb la Unió Europea. A causa de la negligència dels governs anteriors en reformes a llarg termini es produí una crisi econòmica inevitable el febrer de 2001. No obstant això, dos mesos després de la crisi, el govern es va embarcar en reformes econòmiques d'ampli abast que incloïa canvis en la llei de licitació, la llei del consell econòmic social, assegurança d'atur, la reestructuració dels bancs estatals, la llei d'acreditació, llei sobre els mercats de capitals, i la llei de zones industrials.
A causa de l'oposició ferma del DSP a la invasió d'Iraq, un nombre de diputats abandonaren el partit per a formar el Partit Nova Turquia i es forçà un canvi en el govern. Quan el seu soci de coalició Partit del Moviment Nacional cridà a convocar noves eleccions l'estiu de 2002, es va veure obligat a anticipar-les, abans que els resultats de les àmplies reformes econòmiques donessin els primers resultats. Com a resultat d'això, cap dels partits de la coalició van ser capaços de passar el llindar del 10% a les eleccions legislatives turques de 2002.

## Després de 2002
Abans que se celebrés el 6è Congrés del Partit el 25 de juliol de 2004 Bülent Ecevit va anunciar la dimissió com a líder del partit i l'abandó de la política activa. Durant el congrés, Zeki Sezer, vicepresident des de 2001, va ser elegit com a nou President del partit. El DSP es va presentar a les eleccions legislatives turques de 2007 conjuntament amb el Partit Republicà del Poble (CHP). L'aliança va obtenir 20,85% dels vots i el DSP va aconseguir 13 escons al Parlament.
El 2008, juntament amb molts altres polítics units a la DSP abans de les eleccions locals de 2009, Mustafa Sarıgül, l'alcalde del districte de Şişli d'Istanbul, es va unir oficialment al partit. Tanmateix, a les eleccions locals de 2009 només va obtenir el 2,75% dels vots. Zeki Sezer va dimitir i el succeí Masum Türker.
S'ha mostrat partidari de l'ingrés de Turquia a la Unió Europea, que va demanar oficialment el 1999, encara que és crític amb la Unió Duanera.

## Eleccions

### Eleccions legislatives
| Resultat de les eleccions a la Gran Assemblea Nacional | Resultat de les eleccions a la Gran Assemblea Nacional | Resultat de les eleccions a la Gran Assemblea Nacional |
| Eleccions                                              | % dels vots                                            | Membres de l'Assemblea                                 |
| ------------------------------------------------------ | ------------------------------------------------------ | ------------------------------------------------------ |
| 1987                                                   | 8,3                                                    | 0                                                      |
| 1991                                                   | 10,0                                                   | 7                                                      |
| 1995                                                   | 14,6                                                   | 78                                                     |
| 1999                                                   | 22,19                                                  | 136                                                    |
| 2002                                                   | 1,22                                                   | 0                                                      |
| 2007                                                   | dins CHP                                               | 13                                                     |

### Eleccions locals
- Eleccions locals de 1989: 9,09%, 37 municipalitats
- Eleccions locals de 1994: 8,93%, 23 municipalitats
- Eleccions locals de 1999 19,28%, 189 municipalitats
- Eleccions locals de 2004: 2,18%, 32 municipalitats
- Eleccions locals de 2009: 2,75%, 12 municipalitats

## Líders
- Rahşan Ecevit (1985-1987)
- Bülent Ecevit (1987-1988)
- Necdet Karababa (1988-1989)
- Bülent Ecevit (1989-2004)
- Zeki Sezer (2004-2009)
- Masum Türker (2009-)